# Philodromus hierroensis
Philodromus hierroensis är en spindelart som beskrevs av Jörg Wunderlich 1992. Philodromus hierroensis ingår i släktet Philodromus och familjen snabblöparspindlar.
Artens utbredningsområde är Kanarieöarna. Inga underarter finns listade i Catalogue of Life.